# Coptaspis lateralis
Coptaspis lateralis är en insektsart som först beskrevs av Wilhelm Ferdinand Erichson 1842.  Coptaspis lateralis ingår i släktet Coptaspis och familjen vårtbitare. Inga underarter finns listade i Catalogue of Life.